# Phraaspa
Phraaspa (altgriechisch Φράασπα, andere Schreibweisen Πράασπα Praaspa, Φράατα Phraata, von Strabon Οὐέρα Vera genannt) war eine befestigte Stadt und königliche Residenz im parthischen Vasallenstaat Media Atropatene.
Die genaue Lage Phraaspas konnte bis heute nicht festgestellt werden. Laut Josef Wiesehöfer ist es wohl Zitadelle der Stadt Gaza(ka) in Media Atropatene (beim heutigen Laylān am Urmia-See?), nicht mit Tacht-e Suleiman zu identifizieren, während Michael Grant genau für diese Gleichsetzung eintritt. Helmut Halfmann zufolge sei Phraaspa südöstlich des Urmiasees zu lokalisieren.
Im Jahr 36 v. Chr. marschierte Marcus Antonius mit einem Heer von 60.000 Legionären gegen das Partherreich. Die Reiterei bestand aus 10.000 gallischen Reitern und armenischen Panzerreitern, die den Kataphrakten der Parther gewachsen waren. Da die römische Armee aber nur sehr langsam vorankam, ließ Marcus Antonius die Belagerungsgeräte stehen und übergab Oppius Statianus zwei Legionen, um allein auf seine verbliebenen Truppen gestützt Phraaspa, wo sich die Frauen und Kinder des Königs Artavasdes von Media aufhielten, zu belagern. Währenddessen war General Monases mit parthischen Soldaten angekommen und rieb die Legionen auf, wobei Oppius getötet wurde. Ohne die Belagerungsmaschinen konnte Marcus Antonius jedoch Phraaspa nicht einnehmen. Er verhandelte daher mit Phraates IV., gab nach Abschluss der Friedensverhandlungen die Belagerung vor Beginn des Winters 36 auf 35 v. Chr. auf und zog sich mit seiner Armee zurück. Die Partherangriffe dezimierten die römischen Streitkräfte. Am Ende des Feldzugs waren 32.000 Römer gefallen.